# یولیوس نسلر
یولیوس نسلر (آلمانی: Julius Neßler؛ ۶ ژوئن ۱۸۲۷ – ۱۹ مارس ۱۹۰۵) یک شیمی‌دان اهل آلمان بود.